# Tennessee Williams
Thomas Lanier Williams III, kendt som Tennessee Williams (født 26. marts 1911, død 25. februar 1983) var en amerikansk dramatiker. Han er især kendt for sine skuespil Omstigning til Paradis fra 1947 og Kat på et varmt bliktag fra 1955, der begge foregår i de amerikanske sydstater med skildringer af lidenskabelige kvinder. Hans afgørende gennembrud var imidlertid Glasmenageriet, der åbnede i Chicago i 1944. Den var en succes allerede på premieren, og et år senere flyttede forestillingen til Broadway, hvor den blev spillet 563 gange.
De to skuespil blev senere med stor succes filmatiseret, Omstigning til Paradis med Vivien Leigh og Marlon Brando i hovedrollerne og Kat på et varmt bliktag med Elizabeth Taylor og Paul Newman.

## Liv
Williams valgte selv sin biograf, Lyle Leverich, og overlod en måned inden sin død dagbøger, breve og øvrige papirer til ham. Mange breve var aldrig blevet sendt, fordi Williams manglede penge til frimærker.
Williams' mor, Edwina Dakin, var en køn og omsværmet præstedatter med utallige beundrere (gentleman callers), og en drøm om at blive skuespillerinde. Hun giftede sig med en handelsrejsende i sko, Cornelius Coffin Williams, kaldet CC, der blev fornærmet, da hans kone blev gravid og fødte datteren Rose i 1909, og to år senere sønnen. CC forblev jaloux på sine to ældste børn og viste dem al mulig foragt. Sin søn omtalte han som "Miss Nancy", og børnene voksede op i ufred og ballade. Den yngste, sønnen Dakin, blev dog accepteret af sin far. Skrivning var Williams' terapi mod selve livet, helt fra han som 13-årig fik en skrivemaskine af sin mor. Livet igennem var han mest knyttet til sin søster Rose, som blev schizofren, og efter mange år som sygehuspatient også lobotomiseret. Williams fik dog megen støtte af sin mor, som i mange år underslog penge fra husholdningsbudgettet for at sende sin søn checks på 10, 15 og 25 dollars, alt efter hvor meget hun kunne afse. Williams mislykkedes som bogpakker, elevatormontør og tjener; en tid overlevede han ved at plukke duer, en anden gang ved at passe en kyllingefarm sammen med en ven. Sammen tog de til vestkysten i en gammel bil og stjal undervejs benzin fra parkerede biler ved hjælp af en hævert.
Glasmenageriet bragte Williams penge og berømmelse, men han blev ikke lykkelig. Han fortsatte at søge efter kærlighed gennem stadig nye homoseksuelle forbindelser. Han accepterede aldrig selv sin homoseksualitet, og kunne ikke glemme sin barndoms kæreste, Hazel Kramer. I 1929 havde han tilmeldt sig universitetet i Missouri for at studere journalistik, men da hans far opdagede, at Hazel også gik på universitetet, truede han med at melde sønnen ud. Williams droppede så studierne og sank hen i depression. I sin dagbog skrev han, at det nok kun var hos en kvinde, han kunne finde den ømhed, han længtes efter. I hvert fald var hans manager Audrey en klippe i hans liv.

## Død
Som barn var han nær død af difteri og bevarede livet igennem en skræk for at blive kvalt. Ironisk nok døde han officielt af kvælning. Han blev fundet på hotel Elysée i New York, hvor han havde fået proppen fra en flaske øjendråber i halsen. Han plejede at holde proppen mellem tænderne, når han dryppede øjnene. Hans bekendte vidste imidlertid, at han tog receptpligtig medicin imod søvnløshed, og hans død skyldtes snarere en overdosis. Det blev dog fortiet, fordi man ikke ønskede spekulationer om, at der var tale om selvmord.
Williams blev gravlagt samme sted som sin afdøde sekretær og kæreste Frank Merlo i St. Louis, sin barndoms by, som han hadede fremfor nogen. Når han blev spurgt, hvorfor han var flyttet til New Orleans, plejede han at svare: "St. Louis!"
Selv havde han ønsket at få sin aske spredt i havet.